# Zodarion immaculatum
Zodarion immaculatum là một loài nhện trong họ Zodariidae.
Loài này thuộc chi Zodarion. Zodarion immaculatum được J. Denis miêu tả năm 1962.